# Amphoe Si Chiang Mai
Amphoe Si Chiang Mai (Thai: อำเภอ ศรีเชียงใหม่) ist ein Landkreis (Amphoe – Verwaltungs-Distrikt) im Westen der Provinz Nong Khai. Die Provinz Nong Khai liegt im Norden der Nordostregion von Thailand, dem so genannten Isan.

## Geographie
Die Provinz Nong Khai liegt etwa 615 Kilometer nordöstlich von Bangkok entlang des Mekong, der hier die Landesgrenze nach Laos darstellt.
Amphoe Si Chiang Mai grenzt an die folgenden Landkreise (von Südosten im Uhrzeigersinn): an die Amphoe Tha Bo, Pho Tak und Sangkhom in der Provinz Nong Khai. Nach Norden auf dem anderen Ufer des Mekong liegt die Präfektur Vientiane von Laos.

## Geschichte
Si Chiang Mai ist eine alte Stadt, die bereits von König Sai Setthathirath I. des Königreiches Lan Xang gegründet wurde. Ihr Name soll an Mueang Chiang Mai erinnern, die Heimat seiner Prinzessin. 
Amphoe Si Chiang Mai wurde am 4. August 1958 als ein Landkreis der Provinz Nong Khai eingerichtet, indem sein Gebiet vom Amphoe Tha Bo abgetrennt wurde.

## Sehenswürdigkeiten
- Wat Hin Mak Peng – buddhistischer Tempel (Wat) am Ufer des Mekong

## Verwaltung

### Provinzverwaltung
Der Landkreis Si Chiang Mai ist in vier Tambon („Unterbezirke“ oder „Gemeinden“) eingeteilt, die sich weiter in 43 Muban („Dörfer“) unterteilen.
| Nr. | Name            | Thai       | Muban | Einw.  |
| --- | --------------- | ---------- | ----- | ------ |
| 01. | Phan Phrao      | พานพร้าว    | 15    | 13.513 |
| 03. | Ban Mo          | บ้านหม้อ     | 08    | 04.346 |
| 04. | Phra Phutthabat | พระพุทธบาท  | 10    | 04.991 |
| 05. | Nong Pla Pak    | หนองปลาปาก | 10    | 07.841 |

Hinweis: Die fehlenden Nummern (Geocodes) beziehen sich auf die Tambon, die heute zu Pho Tak gehören.

### Lokalverwaltung
Es gibt zwei Kommunen mit „Kleinstadt“-Status (Thesaban Tambon) im Landkreis:
- Nong Pla Pak (Thai: เทศบาลตำบลหนองปลาปาก), bestehend aus dem gesamten Tambon Nong Pla Pak.
- Si Chiang Mai (Thai: เทศบาลตำบลศรีเชียงใหม่), bestehend aus Teilen des Tambon Phan Phrao.

Außerdem gibt es drei „Tambon-Verwaltungsorganisationen“ (องค์การบริหารส่วนตำบล – Tambon Administrative Organizations, TAO):
- Phan Phrao (Thai: องค์การบริหารส่วนตำบลพานพร้าว)
- Ban Mo (Thai: องค์การบริหารส่วนตำบลบ้านหม้อ)
- Phra Phutthabat (Thai: องค์การบริหารส่วนตำบลพระพุทธบาท)